# ハガキ戦士ジャンプ団
「ハガキ戦士ジャンプ団」（ハガキせんしジャンプだん）は、1997年から2001年まで集英社の少年向け漫画雑誌『週刊少年ジャンプ』において連載された読者投稿コーナー。

## 概要
ジャンプ団は、怪獣や宇宙人などから地球を守る戦士達（地球防衛軍）という設定で、第1シーズンではイラスト担当の石塚U子によって、投稿者のネタを随所に織り交ぜたストーリーマンガが毎週2ページ掲載され、レースごとにストーリー性をもたせている。その後、第2シーズンでは月一で掲載、第3シーズンからはマンガはなくなったものの、表紙の1ページを利用しストーリーを描いた。
第3シーズンから「1シーズンにおいてノルマを設置し、掲載された全ハガキの累計ポイント数がそのノルマに達した時点で1レース終了、その間に最も多くポイントを獲得した人がそのシーズンの優勝者」という形態をとった。そのため、設置されたノルマの量や1回に掲載されるハガキの枚数によって期間が変わり、期間が一定ではなくなった。
ハガキが掲載された人はジャンプ団団員と認定され、ジャンプ団団員証とバッジ、そしてジャンプ団新聞「J-FILE」（月一発行）がもらえた。団員証には任命する所属班の名前が書かれており、団員証を受け取った人は100人ごとに各班に所属する（後述）。
優勝した場合は、豪華賞品のほか、井沢と数人のスタッフが優勝者の地元に訪れ取材を行い、その模様が冒頭2ページを使用、すなわち独占できる。また、石塚の描く優勝者の顔のイラストが単行本に掲載された（初代優勝者・SF元気のみ、マンガ内に出演するという特典があった）。そのほか、新顔の戦士でレース内で最も高得点を獲得した投稿者には、新人賞が与えられ、ランキングベスト10に入った場合は単行本半ページを自己PR等に使用できるという権利が与えられた。

## 主なスタッフ
井沢どんすけ（井沢ひろし）（構成担当）
構成・原稿担当。ジャンプ団のリーダー。第1シーズンではまともなイラストだったが、第2シーズンでアホ化されたという設定になって以降、鼻水をたらしたイラストで統一されている。
石塚U子（イラスト担当）
イラストを担当。かなり暴力的な性格で、井沢を殴るシーンがよく見られる。
みやもとだいすけ
仕事を手伝ってくれた中学生。連載中に高校生になった。学校では料理部に所属。
花子
第4シーズン登場の番長怪獣バンカランの妹。発明が得意。第6シーズンからレギュラーキャラとなった。

## あらすじ
ジャンプ団、正式名称は『ジャンプ地球防衛団』という。もしかして、万が一、集英社が怪獣に襲われ、世界が危機に瀕したときのために作られた組織である。ジャンプ団は読者のハガキをパワーの源とし、ハガキのギャグパワーを元にして世界を救っていく。
第1シーズン
集英社に怪獣「ブヨっち」が来襲。ジャンプ団は読者からのハガキで立ち向かうも、ブヨっちは一向に怯まない。そのとき謎のヒーロー「ジャンプマン」が登場。ブヨっちを倒すことに成功する。その後、「宇宙では地球にバカンスに来ることが流行っているため、これからも怪獣が来るかもしれない」という話をジャンプマンから聞いたジャンプ団はジャンプマンに協力を依頼するが、宇宙の決まりで、地球で何度も戦えないらしい。そこでジャンプマンは今レースで一番活躍した者（初代優勝者･SF元気）にジャンプマンの力を授け、自分はバカンスを楽しむために帰るのであった。
第2シーズン・宇宙生物編
地球征服をたくらむ凶悪宇宙人・安泥メダ男（アンドロメダオ）により、井沢はアホ化された（脳みそがプリンになった）。メダ男は宇宙から怪獣「ヒゲゴン」を呼んで大暴れ。しかし初代優勝者･SF元気が変身した「ジャンプマンS」（SはSF元気の出身地である「佐世保」のS）の活躍によりメダ男の野望は潰えたのであった。
第3シーズン・先生怪獣編
怪獣たちが集まる島「怪獣島」で教師をしている怪獣「カタイネン」が来襲。堅い言葉でジャンプ団を悩ますカタイネンだったが、ハガキの力によりカタイネンを撃退する。
第4シーズン・番長怪獣編
カタイネンの復讐に来た番長怪獣「バンカラン」。だが石塚に殴られ行方不明に。その兄を探しにきた妹怪獣の花子は自作のロボット「メリメリ破壊ロボ」でジャンプ団と戦う。壊れると地球が破壊されるほどの大爆発を起こすというロボットだったが、ジャンプ団は何も考えずに破壊してしまう。
第5シーズン・宇宙の彼方編
このままではメリメリ破壊ロボが爆発してしまう。そこで地球から2500光年離れたところにある「北斗七星の横に寄り添うように光り、見えた者には死が訪れるという星」にどんな爆弾の爆発も防いでしまうスーパーマシンがあることを聞いたジャンプ団は、1ポイントにつき1光年進む宇宙船に乗り込み、その星を目指す。
2500光年という長い旅の末、星に到着したジャンプ団はマシーンを起動。しかし、気が付くとそこは地球。どうやらただの瞬間移動装置だったようだ。しかし移動の結果、メリメリ破壊ロボを踏み潰し、爆発を止めることには成功したのであった。
第6シーズン・みやもと巨大化編
スーパーマシーンの副作用で、みやもとの身長が2500mと超巨大化してしまう（逆に妹怪獣・花子は身長が縮んでしまう）。花子を加えたジャンプ団は、花子の発明した「1ポイントにつき1m身長を縮めるマシーン」を使って、みやもとの身長を元に戻そうと奮闘する。
残りの身長が少なくなってきたところで、このままいくと、みやもとの身長が0m＝消滅してしまうことに気付き、残り2mのところでストップさせようとする。しかし井沢の暴走により0mになってしまい、平面になってしまったみやもとを、ジャンプ団は無理やり引き伸ばし元に戻すのであった。
第7シーズン・恐怖の大王編
ジャンプ団宛に宇宙から通信が届く。それは、恐怖の大王からで「大急ぎでそちらに行くので、こちらの要求をそれまでに叶えてください」とのこと。しかも調査の結果ヒットポイントは3000億。しかし、花子の発明品・攻撃力を1億倍にするマシーンにより、大王にダメージを与えていく。要求を無視された恐怖の大王は、アルマゲドンを開始。しかしジャンプ団は何とか対抗し、恐怖の大王を逆に追い詰めていく。そこで恐怖の大王は隠された本当の姿を見せた。が、『2-B 山田』と書かれたブリーフを履いた、人間と変わらぬ見た目の男だった。しかし力は圧倒的で、「山田ビーム」により地球の核を破壊され地球大爆発の危機に陥る。そこでジャンプ団は、『作戦J（石塚による柔道（JUDO）の背負い投げ）』によって山田を倒すのであった。
第8シーズン・地球大海戦編
恐怖の大王を倒したご褒美に、休暇を貰いハワイに行ったジャンプ団。帰ってくると、なぜか全世界の海が干上がった。どうやら日本海溝に謎の大穴が空き、そこに海水が流れ込んだようだ。そこで花子の発明品「ジャブジャブ水くみロボ」によって、世界の海を大穴から汲み取っていく。大穴にはどうやら怪獣がいるらしく、井沢はその怪獣に呼び出される。そこにいたのはブサイクな怪獣。しかし、その正体は人魚姫らしい。そして井沢を呼び出した理由はプロポーズだった。
大穴から逃げた井沢を追いかけ、地上に現れた人魚姫。迎撃するジャンプ団かと思いきや、人魚姫の思いを受け入れ、井沢との結婚式を執り行う。そして結婚の直前、メガネをかけた人魚姫は井沢の顔を見てブサイクなことに腹を立て激怒。しかし、水を汲んでいたジャブジャブ水くみロボに一目惚れ。ロボと結婚し、めでたしめでたし。
第9シーズン・Dr.モロの島編
世界の海を元に戻したご褒美として南国へバカンスに行くことになったジャンプ団。しかし飛行機が墜落、地図に載っていない謎の島に不時着する。そこは、謎の科学者Dr.モロがゾンビの研究に使っている島で、ここから脱出するには島にいる4000匹のゾンビを倒して島中央にある研究所へ行かなければならない。花子の発明品「ゾンビコロリ銃」をつかって、ジャンプ団はゾンビを倒していく。
第10シーズン・戦国天下統一編
Dr.モロからヘリコプターを奪い島を脱出したジャンプ団。しかし日本に戻るとなぜか戦国時代。みやもとが途中で拾ったふしぎな石版を組み立てたのが原因のようだ。そこで未来からやってきたというのを聞いた織田信長は、ジャンプ団に天下統一を依頼。花子の発明品「戦国バズーカ（1ポイントにつき1万石を収めることができる）」を使い、天下統一を目指す。

## 主なハガキ戦士
タイトルにもあるように、ここでは投稿者のことを「ハガキ戦士」と呼んでいた（「団員」と呼ぶこともある）。

### 歴代優勝者
1. SF元気 - 記念すべき初代チャンピオン。第2シーズンでマンガ内にも登場した。のちに「おげんき校長」として『スクールオブジャンプ』にスタッフとして参加。
2. ウラン235 - のちに山下シンイチローとして『ジャンプ魂』にスタッフとして参加。
3. 獣神♥フカワー - 最多ベスト10獲得者。
4. コロッポン- 別PNはじゃんぷるの項を参照。
5. 獣神♥フカワー - 初のV2達成。
6. パラシュート部隊 - 糸井重里プロデュースのゲームソフト『MOTHER3』の開発に参加。イベント、バトル、モンスターの考案を担当[1]。
7. おかづ☆バズーカ - ムギムギ博士の実弟。ムギムギ博士と共に、初の兄弟同時ベスト10入り。
8. デビルトムボーイ- 別PNはジャンプ放送局の項を参照。
9. ムギムギ博士 - おかづ☆バズーカの実兄。初の兄弟優勝達成。
10. 初代局長芹沢鴨

### その他の主なハガキ戦士
足打撲
おかづ☆バズーカ 、ムギムギ博士の実兄。母親も「おば☆三」というPNで掲載経験あり。「投稿一家」と呼ばれた。漫画家として活動していたことがあり、『赤マルジャンプ』に掲載経験がある。
ハワイのドラマー
通算掲載本数が歴代トップの164本という常連。第2シーズンのデビュー以降、少しずつ順位を上げ、ついに第7・8・9・10シーズンと4シーズン連続で最後まで優勝争いに加わるが、それぞれ2位・4位・3位・3位といずれもあと一歩というところで優勝を逃した。「ジャンプ団」終了後も、後継の読者ページ「じゃんぷる」「ジャンプ魂」に参加。略称「ハワドラ」。その由来は埼玉某大学の音楽サークル『ハワイアンセクション』のドラマーだったことに由来する。また、JBS終盤にも参加しており、その時は「スイスのワサビ饅」というPNだった。
知正一央
JBSにも参加していた団員。尚、PNの読み方は決まっておらず、入賞時のプロフィールにはPNに「はまだしょうご（とも言う）」や「うかじたかし（とも言う）」とルビを打って載せていた。

## 各種記録
歴代総得点数
ハワイのドラマー 422ポイント
歴代総掲載本数
ハワイのドラマー 164本
1シーズン最多得点数※
デビルトムボーイ・ムギムギ博士 106ポイント
1シーズン最多掲載数※
初代局長芹沢鴨 41本
1週最多得点数
おかづ☆バズーカ 25ポイント
1週最多掲載数
おかづ☆バズーカ 9本
連続掲載週数
ムギムギ博士 17週
※ただし、「1シーズン最多得点」と「1シーズン最多掲載」の記録においては、前述のとおりシーズンごとに期間が異なっていたため正確な記録とはいえない。

## 主なコーナー
アホ研究本部S
ルールなし、面白ければなんでもいいイラストコーナー。
オレの法則
あるあるネタを投稿するコーナー。「オレ発見!!〜の法則」という形式。途中から「オレ発見!!〜なんてありえない法則」というツッコミネタにも派生した。
ダジャレ怪獣王
テーマに沿ったダジャレを考える。第1シーズンから最終シーズンまで続いた人気コーナー。フジテレビ系『笑う犬の冒険』内の人気コント「テリーとドリー」内のセリフ「い〜からい〜から〜テリーを信じて〜」や、『ドラゴンボール』内のセリフ「オッス!オラ悟空!!」というフレーズに無理矢理テーマの言葉を当てはめるのが人気になった。
スクープ大賞
ありえないニュースを新聞の見出し風に紹介する。こちらも、初期から最終シーズンまで続いた人気コーナー。他誌の読者コーナーにも同じ用なコーナーが見られるようになった。
絶叫リアクション
さまざまな状況がお題として出されるので、面白い切り返しのセリフを考える。初期の頃、一番の投稿量を誇ったコーナー。
珍プレー君
周りの人の面白い行動をイニシャルトークで紹介。当初は「ジャンプ団団員募集」という、身近にいる面白い人を団員に推薦するコーナーだった。コーナー名が変わるも、第1シーズンから最終シーズンまで続いた。
Xのステータス
あるもののステータスを星5段階で評価。3段オチのシステムは、後に「すごレベル」というコーナーに引き継がれる。
ザッツ･ヒーロー
特撮のヒーローがとりそうなありがちな行動を考える。途中で悪役がとりそうな行動を考える「ザッツ☆悪役」というコーナーに変えるも、1回のみで終了した。
怒りん坊バンザイ
普段の感じている怒りをぶちまけるコーナー。怒りをぶつけるコーナーは、後に「学園パンチ」というコーナーに引き継がれる。
だめだこりゃ!
あったら面白そうだけど、まったく役に立たないものを考える。「〜。だめだこりゃ!!」という形式。
うろおぼモンタージュ
ある有名人がお題となるので、その人の顔のパーツ（髪&輪郭、眉、目、鼻、口）を描いてもらい、スタッフがみんなの描いたパーツを合わせて面白い顔を作るコーナー。
感動一番
いろいろな感情がどんなときに一番高いものになるか紹介するコーナー。「○○一番!!△△なとき。」という形式。
ハイパーまちがいさがし
あたりまえの風景にどこかひとつ明らかに違う部分があるイラストを描き、「この絵の中にまちがいがあります。どこでしょう？」という文を付け加える。
ブラボー作詞塾
みんなに一行の詩を書いてきてもらい、井沢がそれを並べて面白い歌詞にする。しかし、膨大な数の詩から数本を選び、しかも内容を合わせていくのはかなり厳しかったようで、終了したのは井沢の体力的な理由らしい。
星に願いを!
叶えてほしい願いを考える。
学園パンチ
学校におけるさまざまな不満をぶちまけるコーナー。
逆ギレ一休さん
将軍さまの無理難題に逆ギレした一休さんのセリフを考える。しかし、将軍様が死にまくるブラックなネタが多数送られ、編集部のチェックが入ったいわくつきのコーナー。
あいつの通信簿
世の中のあらゆるものを 学校の先生の所見風に採点するコーナー
イヤダス
「アホ研究本部S」で人気だった「あったらいやな○○」というネタを独立化。「あったらいやな○○」とお題が出されるので、それにあったイラストを考える。中期以降の人気No.1コーナー。
おーい オチ!
2コママンガの1コマ目をお題として出すので、オチとなる2コマ目を考える。
それから物語
有名な昔話のエンディングの「その後」を考える
県歌の花道
はがき戦士が自分の県の県歌を勝手に考えて投稿。単行本では全国47都道府県の県歌が紹介された。
定義王
「○○とは?」というお題が出るので、どんな人が当てはまるのかわかりやすい例えを考える。
すごレベル
あるものが、LV1、LV2、LV3とレベルアップしていったらどうなるのかを3段オチ風に紹介。
会話でGO!
2人の面白い会話を考える。
バカニュース10
投稿者の実際にあった事件簿を紹介するコーナー。

### コミックス未収録コーナー
スクランブルジャンプ団
メンバーへの質問･意見や、自分の最近の近況などを投稿。メンバーがそれに回答したり、コメントをつけたりしてくれる。最初期は週刊少年ジャンプ巻末に掲載されている編集者の近況報告「OK! JUMP GUY」を真似て「OK! ジャンプ団」という名称であったが、すぐに改名してこの名前になった。
ノックダウンTV
テレビ番組や有名人のおかしなところにつっこむ。TVへのツッコミコーナーは、後に「つっこみTV」というコーナーに引き継がれる。
つっこみTV
「ノックダウンTV」が3シーズンで終了したものの復活の要望が多かったらしく、6シーズンからスタート。内容は「ノックダウンTV」とほぼ同じ。
D・N・A
「ドレデモ・ナンデモ・アワセマショウ」の略で、2つ以上のもの（言葉）を合成して新しいものを作るコーナー。このコーナーのTV版が「とんでもTV」といえる。
とんでもTV
今あるTV番組のタイトルと他の言葉を組み合わせて、まず新しいタイトルを発表、そしてその番組の内容を紹介する。
ユカイ!ツーカイ!怪獣くん
身の回りにいるとても人間とは思えない特徴・特技を持っている人を紹介するコーナー。「珍プレー君」の特技・特徴部門といえる。
ディア・マイ・フレーズ
売りこみたいものの広告を作ろうというもので、宣伝したいものとその特徴を投稿すると、ジャンプ団がキャッチフレーズをつけてくれる。
なんやそれGT
ドラゴンボールGTのGTの意味を考える。
ファイト一発健康法
戦いに疲れた（？）団員にとびっきりな健康法を教えてくれ〜というもの
輝け！ぼくらのバカ歴史
世界で大事件が起きたそのとき、読者はどんなアホなことしていたかというもの。「○月○日。〜してた。」という形式。
みやもと中学生日記
みやもとに質問するコーナー。欄下にもうけられた。
ボツ救済室
スクランブルJ団に載らなかったボツ作品の中から、復活掲載するというもの。みやもとの中学生日記とともに欄下にもうけられた。
プリクラファイト
当時大流行したプリクラのシールをハガキに貼ってくる投稿者が多いということで、それならばわざと面白い写真を撮ってきてもらい、その中からマヌケなものを選んで掲載するというもの。2枚を比べ、対決して勝った方が4点、負けた方も2点獲得する。
イケイケ決定戦
似ているけど、ちょっと言葉が違うだけで大きく違う2つのものを比較するダジャレのコーナー。「イケてる・・・○○○、イケてない・・・△△△」という形式。
広J苑
『ぽちょむきん』や『へらちょんぺ』など、実在するちょっとかわった言葉の意味を予想する。
おれたちアート野郎
真面目なイラストコーナー。当初はテーマのない自由なイラストを掲載していたが、途中からテーマ制になった。
リサイクル大論争
世の中のいろんなものに対して必要か不必要か論じる。
珍答！うそ〜ん方程式
世の中のものを、計算記号（＋－×÷＞＜など）を使って、あらわすコーナー。
人生ゲーム大作戦
ジャンプ団オリジナルの人生ゲームのネタの募集。「マス目のイベント」「職業」などを募集し、なんと掲載者全員にそのオリジナルの人生ゲームがプレゼントされた。
サブーの称号
ありがちなサブいギャグを紹介するコーナー。
よせがきダンス
お題に対するメッセージをよせがき風に書くもの。特に指定したわけではないが、「〜。by○○」という誰かからのメッセージが多かった。
みやもとのクッキング教室
井沢に食べてほしいオリジナル料理を考える。しかし、そのほとんどが口にも付けたくないようなおかしな料理ばかり。独立したコーナーとしてはコミックスには載らなかったが、3巻の書き下ろしのオマケ漫画に続編が掲載されている。
ダジャレ師弟
弟子の言葉に師匠がダジャレで返す会話形式のコーナー。欄下に掲載された。
ホワッツTV
TVの謎を解明するもの。「リポビタンDの2人はなぜ危険なとこに行くのか？」など毎回テーマが出されるので、解答を考える。
つっこみ番長
世の中の矛盾や変なところをつっこみ、絶叫するコーナー。番長のふきだしに言葉を入れる。
アタック有名人
有名人に対してツッコミを入れるコーナー。「つっこみ番長」の有名人版といえる。

#### 怪獣退治コーナー
ジャンプ団発明品
ジャンプ団が敵と戦うために使用する道具を発明する。しかし例によって怪獣退治とは関係ないものばかり投稿された。
怪獣情報センター
まだ現れない怪獣の目撃情報を投稿するコーナー。送られてきた目撃情報は、イラスト担当の石塚によってまとめられ、実際に怪獣のイラストになる。第2シーズンでは「怪獣目撃報告」、第7シーズンでは「ザ・恐怖の大王」という名称で同様のコーナーが行われた。
発進 ! ! スーパーマシン
ジャンプ団が乗るカッコいいマシンをデザインする。もちろんまともなマシンは送られてこなかった。
顔だけエキストラ
怪獣におびえて逃げまどう自分の顔を写真（プリクラ可）か絵で投稿。その写真は実際に怪獣の絵とともに掲載された。
うなれ！マイ拳法
井沢団長が怪獣と戦うときに使う必殺拳法を考える。募集時はそういうつもりはなかっただろうが、載っているネタのほとんどが「お手並みはい拳」など、ダジャレになってしまった。
どさまぎ大作戦
大災害にあったとき、何を持って逃げるかを紹介するコーナー。
大災難ベスト10
怪獣から逃げ遅れてほしい人、怪獣に壊してほしいものを募集。ベスト10方式で発表。
助けろ!!みやもと
怪獣に捕まったみやもとがうまく逃げ出せる方法を考える。「ミラクル大脱出」とともに募集された。
ミラクル大脱出
怪物に踏みつぶされそうになったときうまく逃げ出せる方法を考える。「助けろ!!みやもと」とともに募集された。
決めるぜ!!リーサルウエポン
怪獣を一撃で倒すジャンプ団の秘密兵器を考える。
ヒーロー歌合戦
ジャンプマンの歌の一部分に（ ）になっているので、（ ）に歌詞を入れる。
ぶよっち必殺技
ぶよっちの必殺技を考える。
踊る!!殺しのポーズ
ジャンプマンの必殺技を撃つ前のポーズを考えるもの。元々は井沢のカッコいいポーズの募集だった。
ジャンプマンデザイン募集
ジャンプマンS（SF元気）のコスチュームの新デザインを考える。顔部門と全身部門があった。
ジャンプマン決めポーズ
ジャンプマンSの決めポーズを考える。
ジャンプマン必殺技
ジャンプマンSの必殺技を考える。なんと、掲載数はたったの1本だった。

## ジャンプ団班名
前述の通り、団員に認定された人は100人ごとに各班に所属する（一部例外あり）。団員総数は最終的に4082名に達し、総班数は43班に達した。
| 0-19 | 欠番                                     |
| 20   | コント班                                 |
| 100  | 科学班                                   |
| 200  | 格闘班                                   |
| 300  | 美術班                                   |
| 400  | スパイ班                                 |
| 500  | 清掃班                                   |
| 600  | スパイ班（井沢のミスで 400番台とダブり） |
| 700  | 料理班                                   |
| 800  | お絵かき班                               |
| 900  | ゲーム班                                 |
| 1000 | 正月めでたいハハン班                     |
| 1024 | 宴会班                                   |
| 1100 | ボケ班                                   |

| 1200 | ツッコミ班             |
| 1300 | 冒険班                 |
| 1400 | 動物班                 |
| 1500 | 放送班                 |
| 1600 | ギャラクシー班         |
| 1700 | UFO班                  |
| 1800 | 星占い班               |
| 1900 | スポーツ班             |
| 2000 | ロックンロール班       |
| 2100 | 演歌班                 |
| 2200 | ダンス班               |
| 2300 | テクノ班               |
| 2400 | ラブラブ班             |
| 2500 | 99正月めでたいハハン班 |
| 2551 | コンピューター班       |

| 2600 | 旅がらす班               |
| 2700 | 全国うまいもの班         |
| 2800 | 海の荒くれ者班           |
| 2900 | X-FILE班                 |
| 3000 | セクシーダイナマイト班   |
| 3100 | 2000正月めでたいハハン班 |
| 3198 | プロレス班               |
| 3300 | 忍者班                   |
| 3400 | おやつ班                 |
| 3500 | 祭りだワッショイ班       |
| 3600 | 鍋奉行班                 |
| 3700 | 戦国武将班               |
| 3800 | デジモンテイマー班       |
| 3900 | デュエルモンスター班     |
| 4000 | 超能力だぜエスパー班     |

## コミックス
- コミックスの巻末には石塚描き下ろしの短編マンガが描かれている。しかし、最終巻の4巻にはマンガはない。
- 本誌ではボツになったネタが、コミックスに収録されることがある。逆に時事ネタは、コミックスに載る頃には時期がずれてしまうため、載らないことが多い。
- 1巻では、井沢が原稿を3ページ分紛失してしまったため、一部が落丁している。そのために埋め合わせの漫画（楽屋ネタ）が描き下ろされている。
- 『ハガキ戦士ジャンプ団』集英社、ジャンプコミックス、全4巻
  1. 1999年4月1日発売、ISBN 978-4-08-872701-1
  2. 1999年12月1日発売、ISBN 978-4-08-872802-5
  3. 2000年6月1日発売、ISBN 978-4-08-872875-9
  4. 2001年5月1日発売、ISBN 978-4-08-873115-5